# Леонардо да Винчи (линкор)
«Леонардо да Винчи» (итал. Leonardo da Vinci) — итальянский линкор типа «Конте ди Кавур», участвовавший в Первой мировой войне. Во время войны в 1916 году он затонул после взрыва боеприпасов на борту, в 1919 году был поднят, однако позднее пущен на слом ввиду непригодности к дальнейшей службе во флоте. Назван в честь легендарного итальянского художника и изобретателя эпохи Возрождения.

## Описание

### Размеры и скоростные характеристики
Длина линкора составляла 168,9 м по ватерлинии и 176 м максимально. Ширина корабля была 28 м, осадка составляла 9,3 м. Водоизмещение составляло от 23088 до 25086 т. У линкора было двойное дно, он был разделён на 23 отсека. Экипаж составлял ровно тысячу человек (31 офицер и 969 матросов). Главную энергетическую установку составляли четыре турбины Parsons, приводившие в действие четыре винта. Пар для турбин давали двадцать котлов Blechynden: восемь работали на мазуте, двенадцать на угле. «Леонардо да Винчи» по плану должен был развивать скорость в 22,5 узла при мощности в 31 тысячу л. с., однако на морских испытаниях он серьёзно отставал от требований. При усилении мощности до 32800 л. с. скорость не превышала 21,6 узлов. На корабле были запасы угля в 1470 т угля и 860 т мазута, дальность плавания составляла 4800 морских миль при 10 узлах и 1000 морских миль при 22 узлах.

### Вооружение

Схема вооружения линкора типа «Конте ди Кавур»

На «Леонардо да Винчи» были установлены тринадцать 305-мм морских орудий с длиной ствола в 46 калибров, расположенные в пяти орудийных башнях: три строенных и две сдвоенных. От носа до кормы эти башни обозначались буквами A, B, Q, X и Y. Вертикальный угол подъёма составляли от −5 до +20°, боезапас каждой башни составлял до 100 снарядов на ствол при норме в 70. Исторические источники не дают однозначную оценку качества стрельбы этих орудий: по данным историка Джорджо Джорджерини, 452-килограммовый бронебойный снаряд из 305-мм пушки имел начальную скорость до 840 м/с и обладал дальностью полёта в 24 км, а по данным Нормана Фридмана, снаряд обладал массой от 416,52 до 452,3 кг и имел начальную скорость в 861 м/с.
Универсальный калибр был представлен 18-ю 120-мм орудиями с длиной ствола в 50 калибров, расположенные в казематах по бортам. Угол подъёма составлял от −10 до +15°, скорострельность составляла 6 выстрелов в минуту. Фугасный снаряд массой 22,1 кг имел начальную скорость в 850 м/с и летел на дальность до 11 км (всего было 3600 таких снарядов на борту линкора). «Леонардо да Винчи» обладал также противоминным калибром: 14 — 76-мм пушек с длиной ствола в 50 калибров, 13 из которых устанавливались на крышах орудийных башен ГК. Их характеристики не отличалась от 120-мм пушек, хотя они обладали скорострельностью в 16 выстрелов в минуту. Один 6-кг снаряд имел начальную скорость до 815 м/с и пролетал примерно 9,1 км. На линкоре были также три торпедных аппарата калибром 450-мм: по одному на борт и один кормовой.

### Броня
Линкоры типа «Конте ди Кавур» обладали мощной бронёй. По ватерлинии располагался бронепояс высотой в 2,8 м, из которых 1,6 м были ниже ватерлинии. Максимальная толщина достигала 250 мм в центре корпуса, а также до 130 мм на корме и 80 мм в носу. Подводная часть бронепояса имела толщину в 170 мм. Над главным бронепоясом была броня толщиной в 220 мм, которая достигала высоты в 2,3 м до верхней палубы. Ещё выше борт прикрывался броней в 130 мм толщиной на протяжении 138 м от носа до орудийной башни X. Верхняя часть этого бронепояса защищала казематы (толщина в 110 мм). У линкора были две бронированные палубы: основная палуба была защищена двухслойной бронёй в 24 мм, которая ближе к главному поясу достигала толщины в 40 мм (листы были расположены скосах палубы); вторая палуба была защищена 30-мм броневыми листами в два слоя. Передние и задние траверсы соединяли бронепояс с палубой.
Лобовая броня орудийных башен составляла 280 мм, бортовая — 240 мм, кормовая и верхняя — 85 мм. Барбеты имели толщину брони в 230 мм над палубой на баке, 180 мм ниже верхней палубы и 130 мм ниже второй бронепалубы. Носовая боевая рубка была защищена листами толщиной в 280 мм, кормовая — в 180 мм.

## Служба
«Леонардо да Винчи» строился компанией «Одеро» (позднее «Ото Мелара») на верфи Сестри Поненте в Генуе. Заложен был 18 июля 1910, спущен на воду 14 октября 1911, достроен и зачислен на службу 17 мая 1914. В боевых столкновениях не участвовал, большую часть времени простаивал на якоре в порту Таранто, главной военно-морской базы Италии.
В ночь со 2 на 3 августа 1916 на корабле, стоявшем в Таранто, прогремел взрыв: произошла детонация боеприпасов во время их разгрузки. «Леонардо да Винчи» ушёл в воду на 11 м в результате взрыва, погибли 248 человек (21 офицер и 227 матросов). По официальной версии итальянских властей, корабль был потоплен австро-венгерскими диверсантами, хотя позднее говорили о том, что причиной катастрофы стала техническая неисправность корабля.
Королевский военно-морской флот Италии заявлял, что корабль необходимо немедленно поднять со дна моря. Однако для этого необходимо было выгрузить с корабля боеприпасы и запасы топлива, а также снять орудия, чтобы уменьшить массу корпуса. Проблема заключалась в том, что самый крупный сухой док в Таранто имел глубину только в 12,2 м при размерах «Леонардо да Винчи» в 15,2 м. Это означало, что с корабля нужно было снять и трубы.
На подготовку к операции по поднятию судна итальянцы потратили два года, и 17 сентября 1919, уже после войны, линкор удалось поднять со дна. К сухому доку был выкопан канал, по которому линкор был отбуксирован. Для устойчивости корабля были построены дополнительные деревянные леса, которые оставались там даже после того, как с «Леонардо да Винчи» откачали всю воду. Обе палубы были сильно повреждены, вследствие чего ремонт судна начался именно с них. Для сохранения устойчивости корабля был дополнительно загружен балласт массой в 410 т. После герметизации корабль был выведен на глубокую воду, в отсеки правого борта была закачана вода массой в 7600 т, и 24 января 1921 корабль был возвращён в нормальное положение.
Изначально планировалось восстановить корабль по изменённому проекту — без центральной башни (для улучшения остойчивости) и с установкой шести 102-мм зенитных орудий вместо прежних 76-миллиметровок. Однако в королевской казне не нашлось денег на ремонт, и 22 марта 1923 корабль был продан на слом.